# Elixír do škol
Elixír do škol, z. ú. je nezisková organizace, která od roku 2013 vytváří podmínky pro smysluplnou výuku fyziky a digitálních technologií. Prostřednictvím učitelů a regionálních center podporuje rozvoj nejen technického a přírodovědného vzdělávání v České republice a současně vytváří bezpečné prostředí pro vzájemné setkávání, debaty a sdílení inspirace pedagogů. V současnosti organizace provozuje po celé České republice 29 regionálních center, 11 létajících fyzikálních center, 8 DIGI center, 1 Virtuální Digicentrum, 1 online centrum pro fyzikální i DIGI témata a 1 LEGO inovační studio.

## Historie
V roce 2013 vymyslela skupina nadšenců z Nadace Depositum Bonum, dnes Nadace České spořitelny, a Projektu Heuréka nápad, jak propojit a podpořit učitele vytvořením prostoru pro kolegiální sdílení v komunitě nadšených fyzikářů.

## Fyzikální centra
Fyzikální centra slouží k vzájemné inspiraci učitelů, kteří si v nich předávají své zkušenosti, jak učit poutavě, aby žáky hodiny fyziky bavily a více se v nich naučili, prostřednictvím pokusů a propojování fyzikálních jevů s praktickým využitím s cílem zvýšit u žáků zájem o fyziku a celkově zkvalitnit její výuku.

## DIGI centra
DIGI centra slouží jako prostředník mezi odborníky na využití digitálních technologií a učiteli nejen informatiky. Tato DIGI centra podporují Nadace Jablotron a Nadace České spořitelny. Témata pravidelných setkání jsou připravována vedoucími DIGI center ve spolupráci s učiteli, aby vycházela z jejich potřeb s cílem vyzkoušet si dané aplikace a technologie a být schopni je další den aplikovat ve výuce. Učitelé, podobně jako ve fyzikálních centrech, i zde sdílí své zkušeností s ostatními učiteli.

## Konference pro učitele
Elixír do škol každoročně pořádá konferenci pro učitele, příznivce fyziky a digitálních technologií na Přírodovědecké fakultě Univerzity Hradec Králové. V květnu 2019 se této konference zúčastnilo více než 242 pedagogů, kde absolvovali 3 přednášky a 27 praktických dílen pro učitele fyziky. V květnu 2020 proběhla konference online za účasti 183 učitelů a zájemců o vzdělávání.

## Další aktivity
Elixír do škol se společně s dalšími 7 institucemi, konkrétně Matematicko-fyzikální fakultou UK, Jednotou českých matematiků a fyziků, Fyzikálně pedagogickou společností JČMF, Českou fyzikální společností, Českou hlavou, Světem techniky Ostrava a pražským Planetem, podílel na založení ceny Albertus pro učitele fyziky a informatiky na základních a středních školách, kteří své žáky dokážou zaujmout a inspirovat k hlubšímu studiu.